# 渡边一成
渡邉一成（日语：／ Watanabe Kazunari，1983年8月12日—），日本男子自行车运动员。他曾代表日本参加2006年、2010年和2014年亚洲运动会自行车比赛，获得一枚金牌、二枚银牌和一枚铜牌。他也曾参加2008年、2012年和2016年夏季奥林匹克运动会。